# Inčukalns
Inčukalns (ryska: Инчукалнс) är en kommunhuvudort i Lettland.   Den ligger i kommunen Inčukalna novads, i den centrala delen av landet, 40 km öster om huvudstaden Riga. Inčukalns ligger 55 meter över havet och antalet invånare är 2 028.
Terrängen runt Inčukalns är platt. Runt Inčukalns är det glesbefolkat, med 11 invånare per kvadratkilometer. Närmaste större samhälle är Sigulda, 12,3 km nordost om Inčukalns. I omgivningarna runt Inčukalns växer i huvudsak blandskog.